# Valle de Ayalon
Valle de Ayalon ( (עמק איילוןes un vasto valle ubicado en la frontera de las llanuras de Sefelá y los Montes de Judea, en la parte central de Israel .

## Geografía
El valle de Ayalón está situado entre las montañas de Judea al este, las colinas de Sefelá al sur y las colinas de Benjamín al norte. Al noroeste, el valle se abre a la llanura de Sharon. El valle se extiende de noroeste a sureste. Cubre un área de 40 km². Su altura oscila entre los 140 y los 200 m sobre el nivel del mar
Las aguas de los cursos de agua que fluyen por el valle provienen de las montañas de Judea y desembocan en el río Ayalón, que desemboca en el río Yarkon. En el valle está el Parque Nacional del valle de Ayalon.
Los siguientes pueblos están situados en el valle: Kfar Bin Nun, Nof Ayalon, Sza'alwim y Mishmar Ayalon pertenecientes al Consejo Regional Gezer, Mevo Horon perteneciente al Consejo Regional Mateh Binjamin y la ciudad de Modi'in-Maccabim-Re'ut en las partes del norte del valle.

## Historia

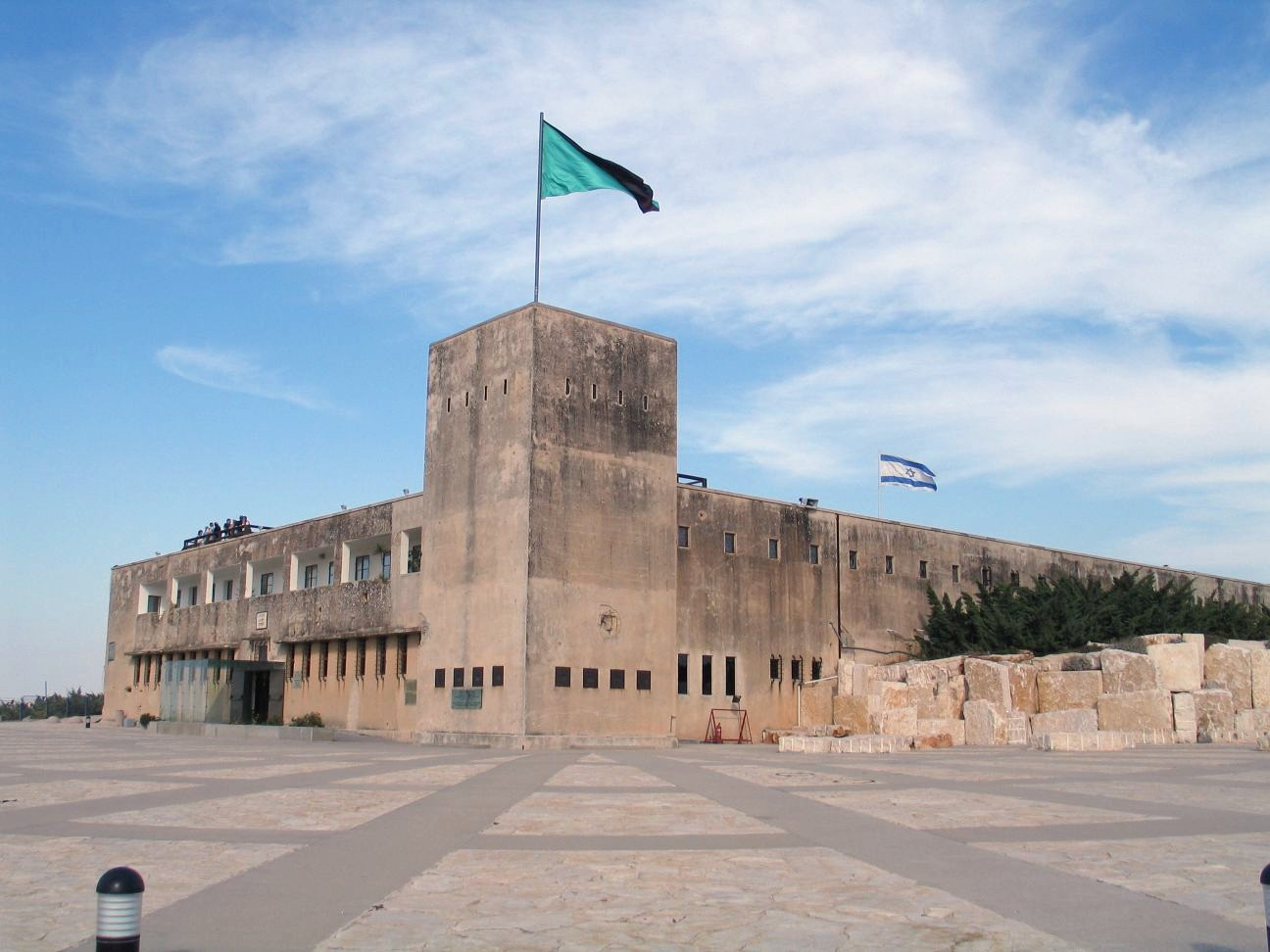
Antiguo fuerte de la policía británica en Latrun

El valle de Ayalon está asociado con numerosos eventos históricos. Se menciona por primera vez en cartas de Amarna. Describen al rey Adoni-Zedek, quien, después de que los invasores destruyeran la ciudad de Ayalon, pidió al rey de Egipto que viniera al rescate.
El libro de Josué lo menciona como el sitio donde Josué derrotó a los cinco gobernantes amorreos. Después de la conquista de Canaán, los hebreos dividieron la tierra entre las Doce Tribus de Israel. La antigua ciudad de Ayalón cayó en manos de la tribu de Dan y fue designada como una de las ciudades levitas. A pesar de la conquista de Canaán, los israelitas se vieron constantemente acosados por las invasiones filisteas y, con el paso del tiempo, abandonaron el valle de Ayalón y se retiraron a las montañas de Judea.
El valle fue el sitio de la gran victoria del rey Saúl sobre los filisteos. En años posteriores, el valle fue habitado por la tribu de Benjamín. Después de la partición del Reino de Israel, Ayalón se convirtió en la frontera entre el Reino de Judá y el Reino de Israel en el norte. El primer rey de Judá, Roboam, fortificó la ciudad de Ayalón con una guarnición, armas y víveres.
Los cruzados entendieron bien la importancia de la ubicación estratégica del valle y construyeron aquí un castillo fortificado. Varias escaramuzas cruzadas importantes con los árabes tuvieron lugar en el valle.
En la historia moderna, el valle de Ayalon ha jugado un papel importante en la carretera que conecta a Jerusalén con la llanura costera de Sharon y los puertos de la costa mediterránea. Durante la Guerra de Independencia de Israel, hubo numerosos enfrentamientos en defensa de los convoyes a Jerusalén. Las fuerzas judías también asaltaron posiciones árabes en el área de Latrun. Como resultado de la Guerra de los Seis Días en 1967, todo el Valle de Ayalon cayó dentro de las fronteras del Estado de Israel.

## Comunicación
La autopista 1 pasa por el centro del valle de Ayalón  (Tel Aviv - Jerusalén ), que se cruza con la autopista n.º 3 a la altura de Latrun  (Ascalón - Modi'in-Maccabim-Re'ut ). La ruta N° 424 corre paralela a la carretera N° 1 . También hay una línea ferroviaria de alta velocidad a Jerusalén a través del valle.

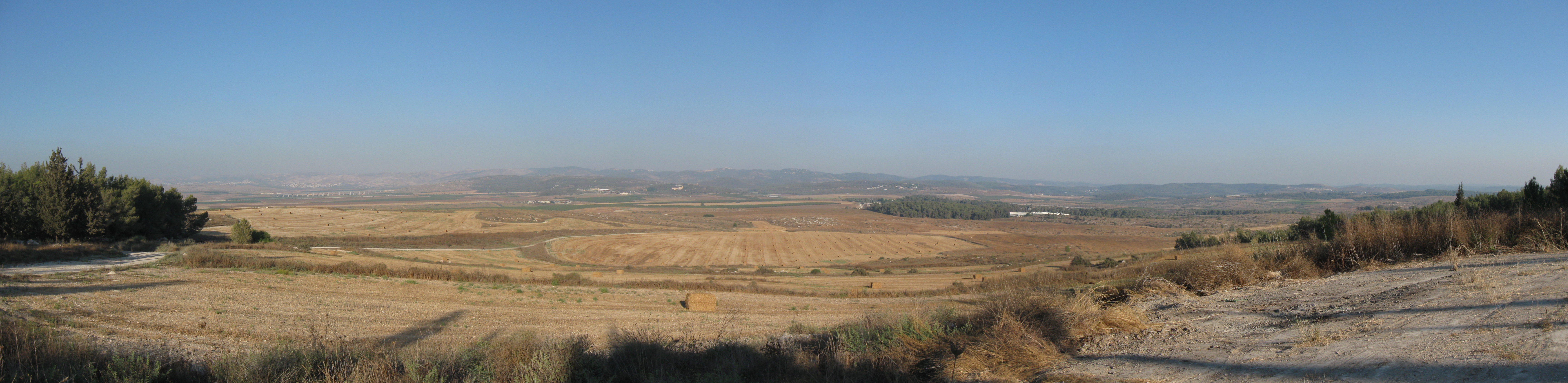
Panorama del Valle de Ayalon

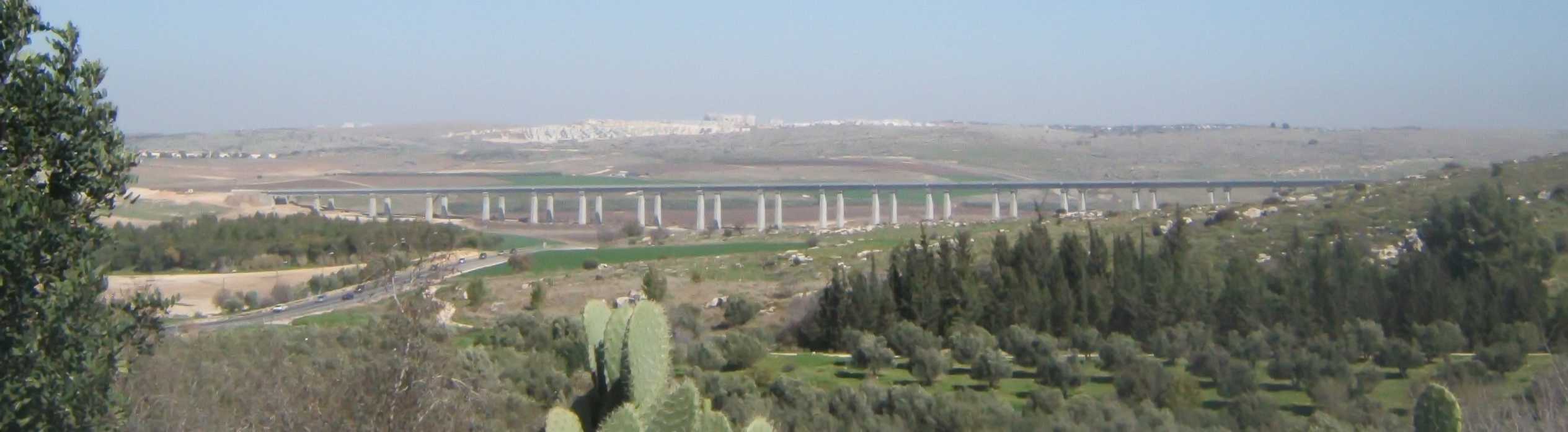
Vista del puente ferroviario en el valle de Ayalón